# Мартин Перовић
Мартин Перовић (Лесковац, 24. август 1988) је словеначки поп певач српског порекла. Такође је у Словенији познат као селебрити фризер. Као дванаестогодишњак пријавио се на такмичење "3К ДУР"у Нишу, али по пропозицијама такмичења није могао да настави даље јер је био млађи од шеснаест година. Након тога добио је прилику да пева на концерту групе Неверне бебе. Издаје песме и на српском и на словеначком језику, а од 2005. године живи и ствара у Марибору. Такмичио се 2007. на словеначком избору за песму Евровизије.

## Дискографија
Синглови
- Можеш ли да ми одолиш (2005) Сунчане скале
- Тешко је (2005) Зрењанин санфлауер фест
- Пети елемент (2006) први сингл на словеначком
- Наш свет (2006)
- Децембрска магија (2007)
- Задени ме (2007)
- Сомрак усоде (2007)
- Мала (2007)
- Лажи ме (2007)
- Дежаву (2007)
- Уставите час (2008)
- Дал ти бо все (2011)
- Љубомора (2015)
- Скривено благо (2016)
- Лажне љубави (2017)
- У међувремену (2018)
- Заволи моје мане (2018)
- Лузерја  (2018)
- Загрљени (2020)[5]
- Аман дођи (2020)
- Балада(2020) словеначка верзија
- Враћам се на нас (2022)[6]